# Kaniashir
Kaniashir (in armeno Կանիաշիր?, chiamato anche Sangyar; precedentemente Jangi Kuchuk) è un comune dell'Armenia di 345 abitanti (2001) della provincia di Aragatsotn.